# Ettore Ovazza

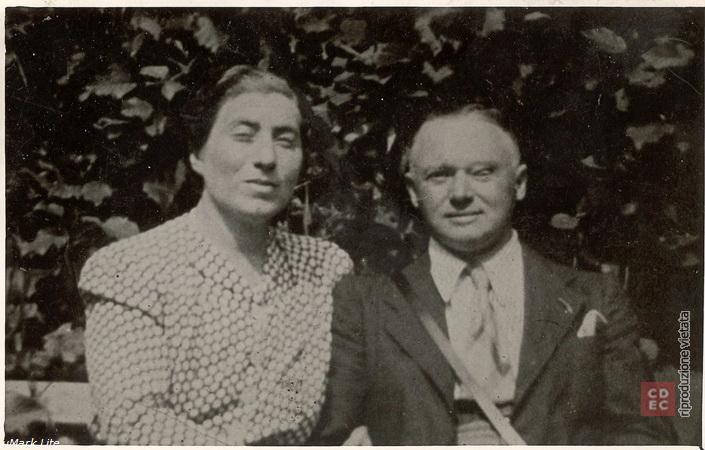
Ettore Ovazza en zijn vrouw Nella Sacerdoti

Ettore Ovazza (Turijn, 21 maart 1892 – Stresa, 11 oktober 1943) was een Joodse bankier in Turijn tijdens het regime van Benito Mussolini. Ovazza was, net als veel van zijn familieleden, in die tijd sympathisant van het fascisme. Hij was actief lid van de Nationaal-Fascistische Partij, en ontmoette Mussolini zelf in 1929.
In de jaren 1930 kwamen er echter steeds meer antisemitische wetten. Ovazza begon met het publiceren van een eigen krant, die moest bewijzen dat de Joodse bevolking trouwe fascisten waren. Veel van Ovazza's familieleden vluchtten het land uit, maar hijzelf weigerde. In 1938 werd hij door een nieuwe wet gedwongen de familiebank te verkopen.
In 1943 probeerde Ovazza samen met zijn familie de grens over te vluchten naar Zwitserland. In het gebied rond de Zwitserse grens wemelde het echter van de mensensmokkelaars en partizanen. Hierdoor waren de SS en de Gestapo zeer actief in de regio. Ovazza en zijn familie werden door de Gestapo in Stresa gevonden en vermoord.